# Calamochrous ruficostalis
Calamochrous ruficostalis là một loài bướm đêm trong họ Crambidae.